# Coraebosoma
Coraebosoma – rodzaj chrząszczy z rodziny bogatkowatych, podrodziny Agrilinae i plemienia Coraebini.

## Taksonomia
Rodzaj ten został opisany w 1923 roku przez Jana Obenbergera, a jego gatunkiem typowym ustanowiony Coraebosoma manilense.

## Występowanie
Rodzaj orientalny. Znany dotąd z Indii i archipelagu Filipin.

## Gatunki
Opisano dotąd 10 gatunków z tego rodzaju:
- Coraebosoma carteri Hoscheck, 1931
- Coraebosoma indicum Bellamy, 1990
- Coraebosoma manilense Obenberger, 1923
- Coraebosoma mindoroense Ohmomo, 2002
- Coraebosoma negrosianum Bellamy, 1990
- Coraebosoma panayense Bellamy, 1990
- Coraebosoma samarense Bellamy, 1990
- Coraebosoma sibuyanicum Bellamy, 1990
- Coraebosoma violaceum Bellamy, 1990
- Coraebosoma viridis Bellamy & Ohmomo, 2009